# Loiron
Loiron ist eine Ortschaft und eine Commune déléguée in der französischen Gemeinde Loiron-Ruillé mit 1.797 Einwohnern (Stand: 1. Januar 2022) im Département Mayenne in der Region Pays de la Loire. Die Einwohner werden Loironnais genannt.
Die Gemeinde Loiron wurde am 1. Januar 2016 mit Ruillé-le-Gravelais zur Commune nouvelle Loiron-Ruillé zusammengeschlossen. Sie gehörte zum Arrondissement Laval und zum Kanton Loiron.

## Geografie
Loiron liegt etwa 16 Kilometer westsüdwestlich von Laval.

## Bevölkerungsentwicklung
| 1962                       | 1968 | 1975 | 1982 | 1990 | 1999 | 2006 | 2013 |
| -------------------------- | ---- | ---- | ---- | ---- | ---- | ---- | ---- |
| 822                        | 782  | 965  | 1236 | 1240 | 1273 | 1449 | 1539 |
| Quellen: Cassini und INSEE |      |      |      |      |      |      |      |

## Sehenswürdigkeiten
- Kirche Saint-Gervais-Saint-Protais

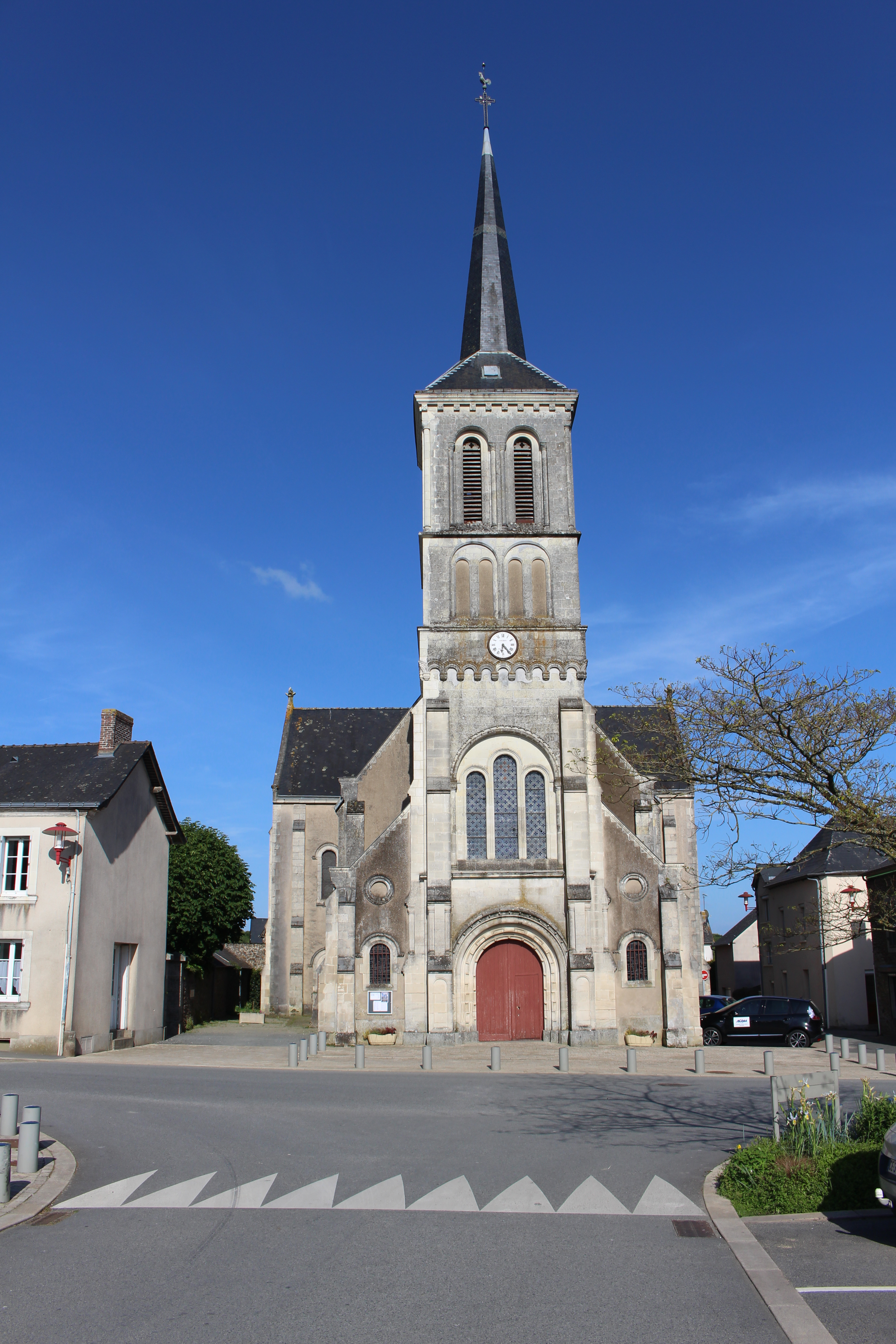
Kirche St-Gervais-St-Protais

- Kapelle von La Charbonnière